# Праздники Китайской Народной Республики
В Китайской Народной Республике существует множество праздников и фестивалей, как традиционных, так и заимствованных.

## Общенациональные праздники
На официальном уровне отмечается восемь общенациональных праздников.
| Дата                          | Название                 | Местное название | Примечание                                                |
| ----------------------------- | ------------------------ | ---------------- | --------------------------------------------------------- |
| 1 января                      | Новый год                | 元旦             | Отмечается 1 день.                                        |
| 1-й день лунного календаря    | Китайский новый год      | 春节             | Отмечается 7 дней. В 2015 году начался с 19 февраля.      |
| 12 марта                      | День посадки деревьев    | 植树节           | Отмечается 1 день.                                        |
| 4 или 5 апреля                | Цинмин                   | 清明节           | Отмечается 1 день.                                        |
| 1-5 мая                       | День труда               | 劳动节           | Отмечается 4 дня.                                         |
| 5-й день 5-го лунного месяца  | Праздник драконьих лодок | 端午节           | Отмечается 1 день. В 2015 году приходится на 20 июня.     |
| 15-й день 8-го лунного месяца | Праздник середины осени  | 中秋节           | Отмечается 1 день. В 2015 году приходится на 27 сентября. |
| 1 октября                     | День образования КНР     | 国庆节           | Отмечается 5 дней.                                        |

Если праздничный день приходится на выходной, то по законодательству выходной переносится на следующий рабочий день. Чаще всего День образования КНР и Китайский новый год отмечаются не три дня, а целую неделю, так как эти праздники объединяются с выходными днями. Такие праздники называют «Золотыми неделями». До недавнего времени таких недель в Китае насчитывалось три. Но после нововведений 2008 года День труда, который отмечался в течение недели, стал однодневным праздником.

## Праздники для отдельных групп населения
| Дата      | Название                   | Местное название | Примечание                                   |
| --------- | -------------------------- | ---------------- | -------------------------------------------- |
| 8 марта   | Международный женский день | 国际妇女节       | Сокращённый рабочий день.                    |
| 4 мая     | День молодёжи              | 青年节           | Сокращённый рабочий день.                    |
| 1 июня    | Всемирный день ребёнка     | 六一儿童节       | Отмечается 1 день.                           |
| 1 августа | День рождения НОАК         | 建军节           | Сокращённый рабочий день для военнослужащих. |

## Праздничный календарь
- 1 января — Новый год.
- 8 марта — Международный женский день.
- 12 марта — День посадки деревьев в Китае.
- 1 мая — День труда.
- 4 мая — День молодёжи.
- 1 июня — Всемирный день ребёнка.
- 1 июля — День основания коммунистической партии Китая.
- 11 июля — День моря в честь мореплавателя Чжэн Хэ
- 1 августа — День рождения НОАК.
- 3 сентября — День победы над милитаристской Японией с 1945 года

- 1 октября — День образования КНР.
- 11 ноября — День холостяков.
- 13 декабря — День Скорби и Памяти Нанкинская резня, 1937
- 1-й день лунного календаря — Китайский новый год
- 15-й день 1-го лунного месяца — Праздник фонарей
- 2-й день 2-го лунного месяца — Фестиваль Лунтайтоу
- 104-й день после зимнего солнцестояния — Цинмин
- 5-й день 5-го лунного месяца — Праздник драконьих лодок
- 7-й день 7-го лунного месяца — Цисицзе
- 15-й день 7-го лунного месяца — Праздник привидений
- 15-й день 8-го лунного месяца — Праздник середины осени
- 9-й день 9-го лунного месяца — Праздник двух девяток